# Pupuk

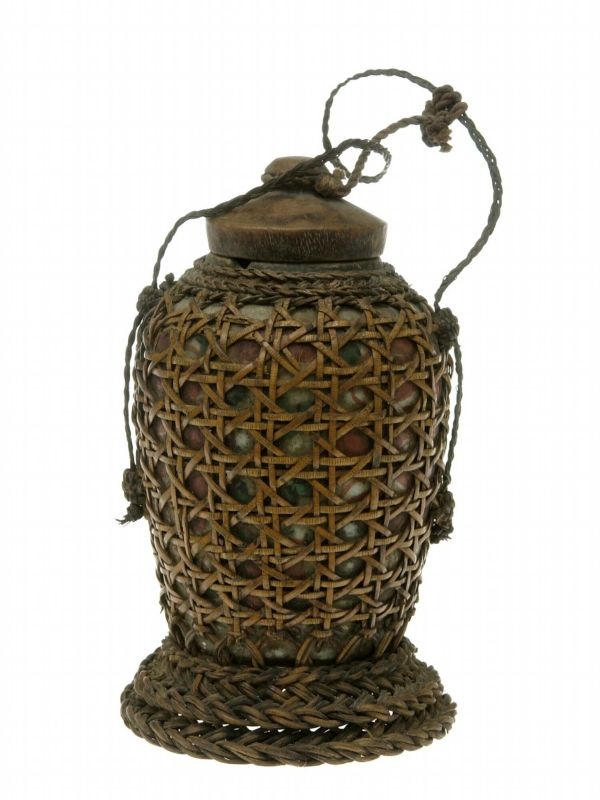
Großes Pupuk-Behältnis

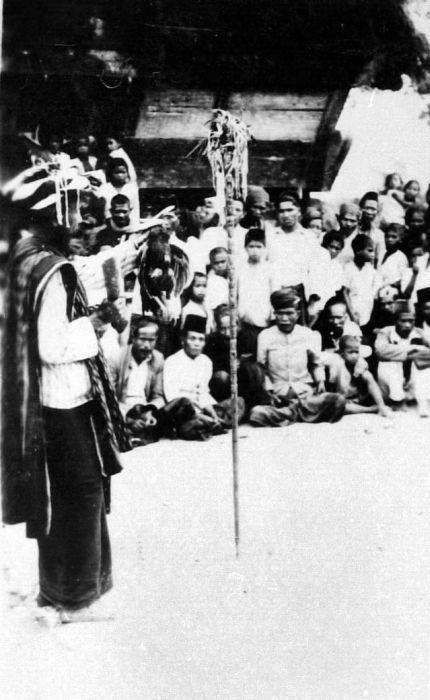
Ein Zauberpriester der Batak mit überhängendem Schultertuch und mit einem Zeremonienstab ausgerüstet, bringt Pupuk zum Einsatz

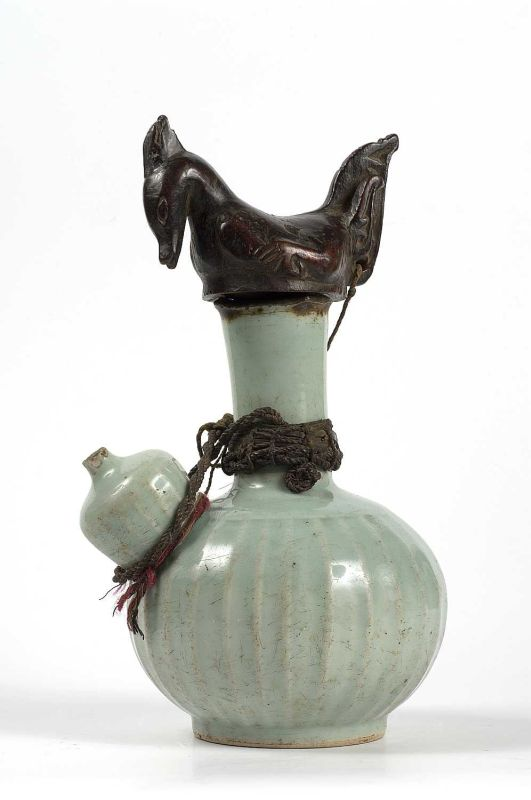
Ein keramisches Perminaken

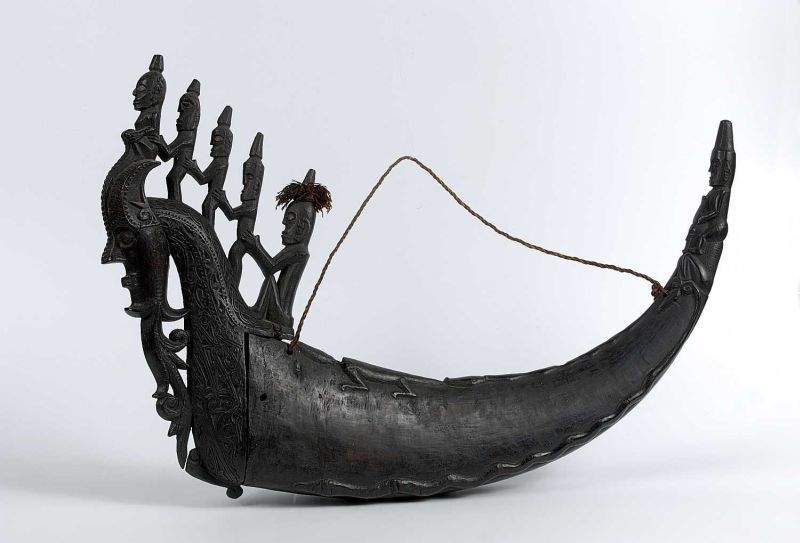
Ein naga barsarang mit singa-Kopf

Pupuk ist die Bezeichnung für einen medizinischen Zauberbrei, der von den Zauberpriestern der Batak, einem Volk, das auf der indonesischen Insel Sumatra lebt, für rituelle Zwecke zubereitet wurde. Bei den Karo-Batak werden die Zauberpriester Guru, bei den Toba-Batak Datu genannt.
Da im Volksglauben der Batak die Geister der Ahnen die Geschicke ihrer lebenden Verwandten entscheidend beeinflussen können, muss für Beistand in wiederkehrenden Zeremonien um deren Gunst nachgefragt werden. Wie auch bei anderen protomalaiischen Stämmen, werden dafür Opfer erbracht und ausgeklügelte Praktiken der Magie eingesetzt. Der Zauberpriester hatte die wichtige Aufgabe, den Kontakt zu den Seelen der Verstorbenen zu pflegen. Für die Zeremonie wurden aufwändig geschnitzte figurengeschmückte Zauberstäbe (Tunggal panaluan) eingesetzt, das Zauber- und Orakelbuch (Pustaha) herangezogen und der magische Solarkalender (Porhalaan) konsultiert, der dabei half, die komplizierten astrologischen Zusammenhänge zu deuten. 
Der eingesetzte Zauberbrei soll auch aus Menschenfleisch (dem Gehirn und anderen Körperteilen eines geraubten und ermordeten Menschen im Kindesalter) zubereitet worden sein, um beim Zauberpriester die notwendigen magischen Kräfte für dessen Krankheitsbeschwörungen und Fruchtbarkeitsriten zu entfalten. Wie andere Ethnien in Westneuguinea, kannten die Batak rituellen Kannibalismus. Auch sie waren von kriegerischer Natur und kultivierten rituelle Kämpfe zwischen den Dörfern. Außerdem praktizierten sie die Kopfjagd.
Bei den Toba-Batak (der Name leitet sich vom gleichnamigen Tobasee ab) wurde Pupuk vornehmlich in den hohlen Hörnern von Wasserbüffeln, die mit einem Holzstöpsel verschlossen wurden, aufbewahrt. Wasserbüffelhörner (naga barsarang) wurden üblicherweise auch bei den Mandailing-Batak verwendet. Die Hörner wurden mit den verschiedenartigsten Stöpseln verschlossen. Die meisten wiesen einen mächtigen Singa-Kopf auf, manche auch eine ganze Singa-Büste, auf deren Rücken – einer Prozession ähnlich – mehrere Menschen einem datu folgten. 
Die Karo-Batak wiederum verwendeten als Aufbewahrungsort für Pupuk die Hörner der Bergziege (buli buli). Verziert waren die Stöpsel dieser Variante zumeist mit einer Reiterfigur, über deren Rücken Eidechsen oder Schlangen krochen. Auf dem Kopf des Reiters weilte gelegentlich ein Huhn, Symbol des wichtigsten Opfertiers der Batak für diverse Orakel.
Zur Aufbewahrung wurden aber auch größere keramische Medizinbehälter (perminaken) eingesetzt. Regelmäßig stammten die verwendeten Keramiken aus chinesischer Produktion, wobei es sich um kleine Vasen oder Schultertöpfchen handelte. Diese waren mit grünlicher Celadon-Glasur überzogen oder wiesen eine blaue Unterglasbemalung auf. Auch Bambusbüchsen und Bleibehälter wurden verwendet.

## Weitere Bedeutung
Pupuk bedeutet im indonesischen Sprachgebrauch auch Mist, Dünger.